# Lúa châu Phi
Lúa châu Phi hạt đỏ hay Lúa châu Phi (Oryza glaberrima) là một loài cây lương thực thuộc chi Lúa. Nó được tin rằng đã được con người gieo trồng từ cách đây 2000-3000 năm tại vùng châu thổ lục địa ở Thượng nguồn sông Niger (ngày nay thuộc Mali). Tổ tiên của nó - hiện nay vẫn còn tồn tại ở châu Phi - là loài lúa hoang Oryza barthii.
Lúa châu Phi được gieo trồng ở Tây Phi và có một vài đặc tính tương quan với lúa tẻ châu Á (Oryza sativa) như hạt rời, thô ráp và chất lượng xay xát kém. Quan trọng hơn, năng suất của lúa châu Phi thấp hơn lúa tẻ, bù lại nó có sức chống chịu tốt hơn đối với sự thay đổi thất thường của mực nước, của tình trạng ngộ độc sắt, với đất bạc màu, khí hậu khắc nghiệt và sự thiếu chăm bón của con người. Chúng cũng bền bỉ hơn trước các loài sâu hại và bệnh dịch, chẳng hạn như các loài giun tròn (Heterodera sacchari hay Meloidogyne), ruồi nhuế mụn cây châu Phi African gall midge, RSNV, vi rút gây bệnh đốm vàng lúa và các cây ký sinh thuộc chi Voòng phá.
Các nhà khoa học thuộc Trung tâm Lúa châu Phi đã thành công trong việc lai tạo lúa châu Phi với lúa tẻ để tạo nên một giống lúa mới mang tên "Lúa mới cho châu Phi (New Rice for Africa - NERICA]]).

## Hình ảnh

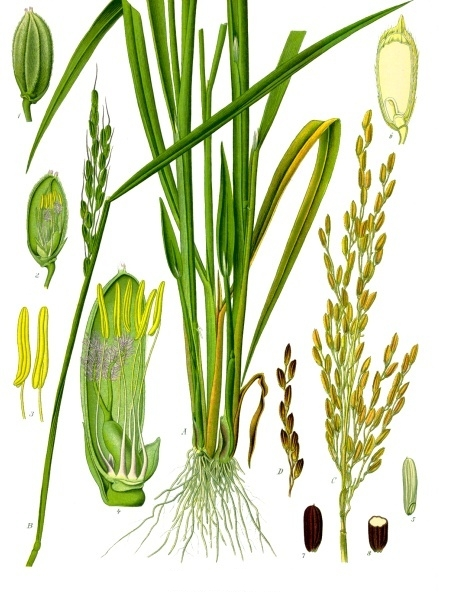
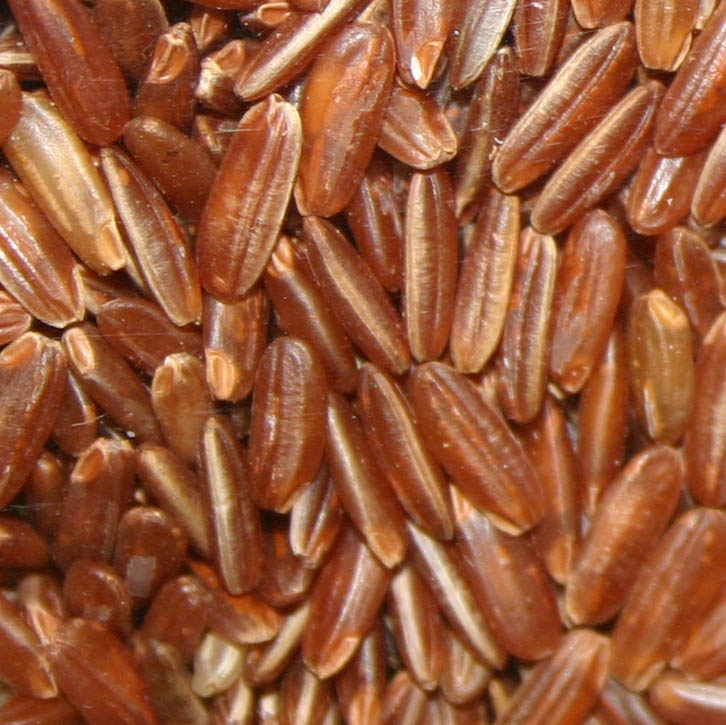
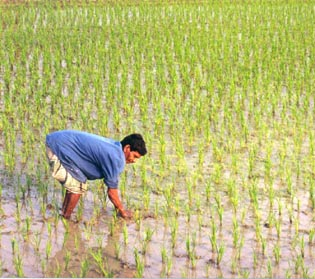
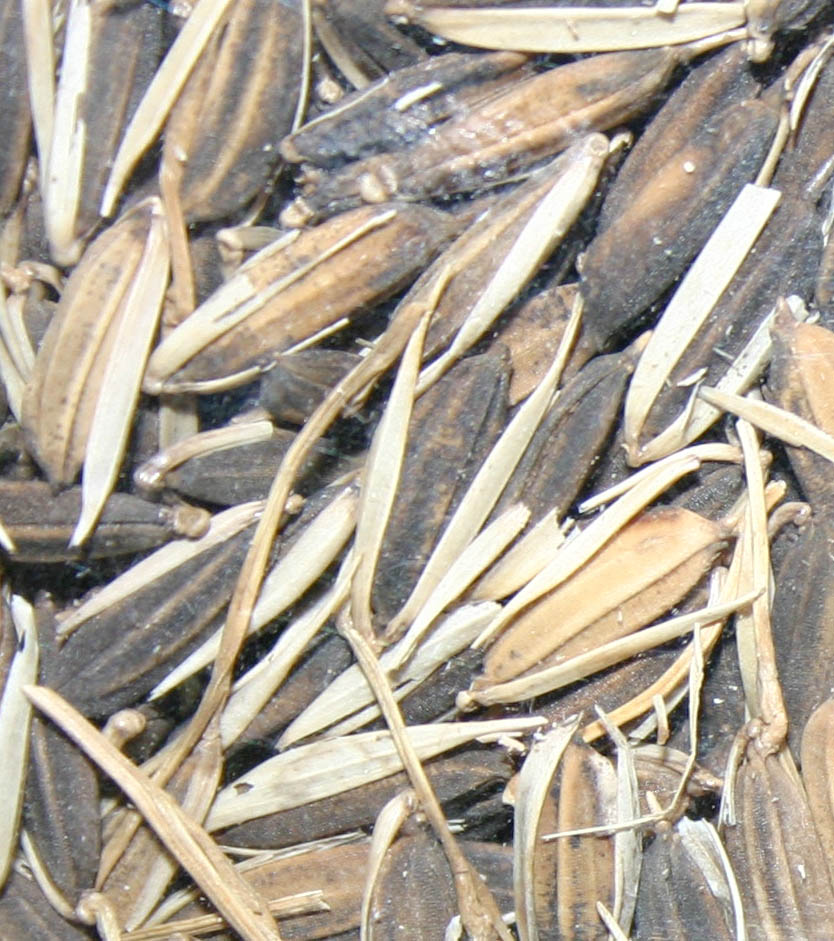